# Лавренцов, Александр Сергеевич
Алекса́ндр Серге́евич Лавренцо́в (укр. Лавренцов Олександр Сергійович; род. 15 декабря 1972, Измаил, Одесская область) — украинский футболист, вратарь. 
Как игрок «Кривбасса» из города Кривой Рог несколько раз привлекался в сборную Украины, но ни одного матча не сыграл.
8-я по продолжительности «сухая» серия в Высшей лиге Украины (574 мин.) ФК «Кривбасс» (Кривой Рог) 1998/99, 1999/00.

## Достижения
- Победитель Первой лиги Украины: 1997/98
- Бронзовый призёр чемпионата Украины (2): 1998/99, 1999/00